# Manute Bol
Manute Bol (Turalei, 16 oktober 1962 - Charlottesville, 19 juni 2010) was een Soedanese basketbalspeler en activist. Hij speelde van 1985 tot en met 1994 als professioneel basketballer in de NBA en was daarin met zijn lengte van 2,31 meter tien jaar lang de langste speler ooit. Sinds 1995 deelt hij dat record met Gheorghe Mureșan.
Bol speelde in de NBA voor de Washington Bullets, Golden State Warriors, Philadelphia 76ers en Miami Heat. Hij was in zowel het seizoen 1985/86 als 1988/89 de speler met het hoogste gemiddelde aantal blocks per wedstrijd van de hele competitie.
Bol overleed op 47-jarige leeftijd aan acuut nierfalen en complicaties bij het syndroom van Stevens-Johnson.